# Die laaielichter
Die laaielichter is een single van de Nederlandse zanger Gerard Cox uit 1986. Het is afkomstig van zijn album Aangenaam, dat ook de volgende twee singles bevatte. 

## Achtergronden
Die laaielichter verscheen op single na een lange periode waarin Cox geen plaatjes maakte. Hij was druk met films en televisie. Na een single in het kader van Rotterdam (Neem de metro, mama!) kwam de stroom weer langzaam op gang. Cox was inmiddels overgestapt naar EMI Nederland en kreeg ook een nieuwe muziekproducent in Aad Klaris, die tevens arrangeerde.
Het nummer is een Nederlandstalige cover van Snowbird, een lied uit 1969 van Gene MacLellan. Dit nummer was toen al talloze keren opgenomen door andere artiesten: voor het eerst door Anne Murray in 1969 (die de bekendste versie maakte), en in 1970 bracht MacLellan het zelf uit. Ook Loretta Lynn maakte een versie. 
De Nederlandstalige tekst bevat enkele typisch Bargoense woorden en uitdrukkingen (bijvoorbeeld gajes van de straat). 
De B-kant Toch hou ik van je, Rotterdam is een eigen compositie van Cox.

## Hitnoteringen
Die laaielichter werd een bescheiden hit; het kwam tot de 21ste plaats in de Nederlandse Top 40.